# خریله
خریله، روستایی از توابع بخش مرکزی شهرستان قروه در استان کردستان ایران است. زبان مردم این روستا کردی جنوبی با گویش چرداولی است.

## جمعیت
این روستا در دهستان دلبران قرار دارد و براساس سرشماری مرکز آمار ایران در سال ۱۳۸۵، جمعیت آن ۶۵۶ نفر (۱۵۵خانوار) بوده‌است.